# Тупий
Тупи́й (інші назви — Хустські гори, Великий Шолес) — низькогірний, порівняно невеликий гірський масив в Українських Карпатах. Належить до Вигорлат-Гутинського вулканічного пасма. Розташований у межах Хустського та Іршавського районів Закарпатської області. 
Масив розташований між річками Боржавою (на північному заході), Рікою (на південному сході) і Тисою (на півдні). З заходу до масиву прилягає смуга вулканічного підгір'я, з південного сходу — Верхньотисинська улоговина. На масиві розташовані гори: Порубище (474 м), Іросла (598 м), Товста (819 м), Китиця (841 м), Іліна (758 м). Найвища вершина масиву — гора Тупий (878 м). 
Масив сформувався в неогені у результаті діяльності вулканів і лінійних виливів магми. Збереглися невеликі кратери вулканів. Масив складається з андезитів, андезито-базальтів, базальтів і туфів. Тверді лави створили крутосхилові, важкоприступні нагромадження. Північні та східні схили круті та короткі (до 2–3 км), південні більш виположені, з відногами, розчленовані. У передгір'ї на м'яких лавах на позбавлених лісу схилах утворилися бедленди. До 550–600 м — пояс дубово-букових, вище — букових лісів. 
Цікаві пам'ятки природи: Липовецьке озеро (біля села Липча), Ніреський водоспад (біля західної околиці Хуста, на потоці Ніреш), Городилівський водоспад. 

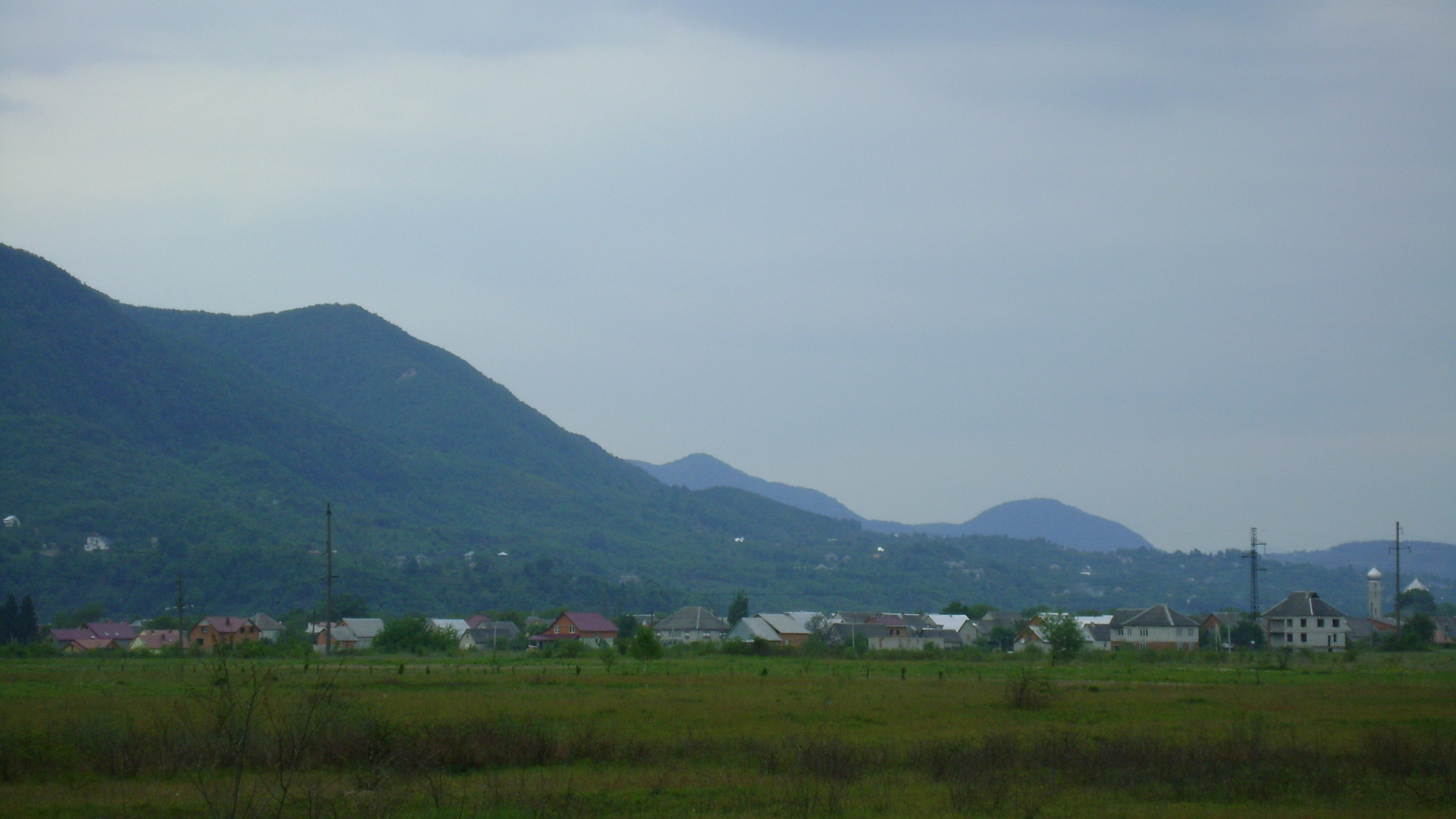
Східні схили масиву

Найближчі міста: Хуст, Іршава.